# Беляков, Венедикт Николаевич
Венедикт Николаевич Беляков (24 марта 1909 — 5 апреля 1978) — советский цирковой артист, акробат, дрессировщик, народный артист РСФСР (1971).

## Биография
Венедикт Николаевич Беляков родился 24 марта 1909 года в Твери. Артистическую деятельность начал в 1926 году. В 1926—1928 годах возглавлял различные акробатические номера: на батуте, першах. Выступал в группе под руководством А. Ширая (1929—1930). Затем создал групповой номер «Ханд-вольтиж» (1931), «Акробаты — прыгуны на подкидных досках» (1932), демонстрировались «Мраморная группа» (1933). Участвовал в акробатическом дуэте (1943). В 1947 году создал номер «Акробаты на русских качелях» (сценарий, постановка, конструкция качелей). Высокие качели с тяжёлой раскачивающейся доской стали впоследствии цирковым снарядом.
Создал групповой номер «Акробаты на качелях» и руководил им. Возглавлял коллектив «Беляковы» (Беляков, Н. А. Тимаков, Л. А. Пичугин, Е. И. Воропаев, Б. А. Цицин, Л. Н. Попов, В. А. Петухов, С. В. Семёнов, Н. Ф. Мажников, А. И. Шмяков), подготовил ряд рекордных трюков (двойное сальто с подкидной доски на колонну из трёх человек, сальто с подкидной доски на колонну из четырёх человек).
Умер 5 апреля 1978 года. Похоронен на Химкинском кладбище.

### Семья
- Жена — цирковая артистка Вера Михайловна Белякова (1909—1995), ученица мужа, выступала с 1929 года. С подкидной доски исполняла труднейшие трюки. Сидя на плечах партнёра, вместе с ним взлетала в воздух, они крутили сальто, вдвоём опускались на колонну из 2; первой среди женщин в советском цирке продемонстрировала сальто на 3-го четвёртой (фир-мангох). С 1947 года — верхняя в номере «Качели». С 1953 года — дрессировщица собак, в 1982 году оставила манеж.
- Дочь — Генриетта (род. 1934), ученица отца. В 1964 году окончила театроведческий факультет ГИТИСа. В 1943 году дебютировала с отцом в «Ханд-вольтиже», выполняла сложные отрывные трюки: финальную комбинацию из 15 кабриолей завершала стойкой в одну руку, в таком положении отец проносил её через манеж. С 1954 — дрессировщица собак. С 1972 года работала старшим редактором, в 1974—1994 годах была ответственным секретарём и членом редколлегии журнала «Советская эстрада и цирк», автор более ста статей о цирке (псевд. Г. Степанова), ряда буклетов (о Ю. Дурове, О. Попове, Э. Подчерниковой и др.).
- Сын — Венедикт Венедиктович Беляков (род. 1947), заслуженный артист РСФСР, ученик отца, на манеже с 1958 года. Окончил ГИТИС (режиссура цирка, 1973). С 1970 года — акробат и дрессировщик медведей в аттракционе отца, возглавил номер в 1977 году.
- Внук — Антон Венедиктович Беляков (род. 1975), ученик матери Л. Самсоновой (род. 1952), гимнастки на трапеции. Лауреат Международного конкурса в Вероне («Серебряная звезда»)[2].

## Награды и премии
- Заслуженный артист РСФСР (15.10.1958).
- Народный артист РСФСР (1971).
- Орден «Знак Почёта» (19.11.1939)[3].